# Újsopot
Újsopot (Șopotu Nou), település Romániában, a Bánságban, Krassó-Szörény megyében.

## Fekvése
Bozovicstól délnyugatra, a Néra bal partján fekvő település.

## Története
Újsopot (Kövesdpataka) nevét 1358-ban említette először oklevél Kuespatak néven.
1359-ben Kövesdpataka, 1363-ban Kvuesd néven írták.
1358 előtt Besenyő János érsomlyói várnagy kérte Kövespatakát a királytól, aki az ellentmondókkal szemben vizsgálatot rendelt el.
1363-ban  a Szokolári nemesek birtokának írták, akik ekkor az ellen tiltakoztak, hogy az illyédi várnagyok az Illyéd és Almás közt fekvő Kövespatakáról Illyédre telepítsék át jobbágyaikat.
A település patakvize 1359 körül itt ömlött a Nérába (Nyárád). A település neve Ma Újsopot. Régi nevét csak a patak és egy hegység őrzi.
A település 1828-ban Ósopoti románokkal települt újra.
1910-ben 1281 lakosából 1266 román, melyből 1281 görögkeleti ortodox.
A trianoni békeszerződés előtt Krassó-Szörény vármegye Bozovicsi járásához tartozott.